# Isothiocyanat
Isothiocyanat er en funktionel gruppe, der bliver dannet ved at erstatte oxygen i isocyanat med svovl, således at man opnår gruppen –N=C=S. Mange naturlige isocyanater fra planter bliver produceret ved enzymatisk omdannelse af metabolitter kaldet glucosinolater. Disse naturlige isothiocyanater, som eksempelvis allylisothiocyanat, kendes også som sennepsolieer. En kunstig isothiocyanat, phenylisothiocyanat, bruges til aminosyresekventering i Edman nedbyrdning.

## Syntese og reaktioner
Den generelle metode til dannelse af isocyanater sker gennem reaktion mellem en primær amin (f.eks. anilin) og carbondisulfid i vandig ammoniak. Dette resulterede i udfældning af ammoniumdithiocarbamatsalt, som efterfølgende bliver behandlet med blynitrat for at give den korresponderende isothiocyanat.
En anden metode baseres på tosylchlorid nedbrydning af dithiocarbamatsalte der er dannet i førnævnte første trin.
Isothiocyanater kan også fremstilles via termisk opsplitning af 1,4,2-oxathiazoler.
Denne syntiske metodik er blevet anvendt til polymer-baseret syntese af isothiocyanater.